# Stefan Holtz (Regisseur)
Stefan Holtz (* 4. Oktober 1973 in München) ist ein deutscher Regisseur und Drehbuchautor. Er lebt in München und ist verheiratet.
Als Regiestudent an der Hochschule für Fernsehen und Film München inszenierte er die Kurzfilme Interrogator (mit Gisa Kümmerling und Nick Dong Sik) und Operation Bluebird (mit Michael Kausch). Es folgten die Filme Déja vu mit Max von Thun und Doreen Dietel und  Das Mädchen Nr. 1 mit Max von Thun, Julia Dietze, Katharina Wackernagel, Oliver Wnuk und Kelly Trump. 
Regie führte er bei Meine verrückte türkische Hochzeit, einer Komödie aus dem Jahre 2006 mit Florian David Fitz, Mandala Tayde und Katrin Saß. Der Film wurde mit dem Adolf-Grimme-Preis 2007 in der Kategorie Fiktion ausgezeichnet.
Als Autor schrieb er die Drehbücher zu Peter Thorwarths Filmen Die zwei beiden vom Fach (mit Doreen Dietel, Hilmi Sözer, Henning Baum), Bang Boom Bang (mit Markus Knüfken, Oliver Korittke, Alexandra Neldel), zu Dennis Gansels Living Dead (mit Iris Berben, Klaus J. Behrendt, Katharina Böhm) und zu zahlreichen Folgen für Die Strandclique, Sternenfänger, Die Gerichtsmedizinerin, Doppelter Einsatz und Die Cleveren.

## Filmografie

### Drehbuch
- 1998: Living Dead
- 1998: Die zwei beiden vom Fach
- 1999: Bang Boom Bang – Ein todsicheres Ding
- 1999: Operation Bluebird
- 2001: Déjà vu
- 2002: Sternenfänger (Fernsehserie, vier Folgen)
- 2002: Die Strandclique (Fernsehserie, fünf Folgen)
- 2003: Mädchen Nr. 1
- 2005: Die Gerichtsmedizinerin (Fernsehserie, eine Folge)
- 2006: Die Cleveren (Fernsehserie, zwei Folgen)
- 2006: Doppelter Einsatz (Fernsehserie, eine Folge)
- 2009: Erntedank. Ein Allgäu-Krimi
- 2010–2019: Donna Leon (Fernsehreihe)
  - 2010: Lasset die Kinder zu mir kommen
  - 2011: Das Mädchen seiner Träume
  - 2014: Reiches Erbe
  - 2015: Tierische Profite
  - 2016: Das goldene Ei
  - 2017: Tod zwischen den Zeilen
  - 2018: Endlich mein
  - 2019: Stille Wasser
- 2012: Milchgeld. Ein Kluftingerkrimi
- 2013: Bella Block: Angeklagt
- 2013–2019: Unter Verdacht (Fernsehreihe)
  - 2013:  Ohne Vergebung
  - 2014:  Mutterseelenallein
  - 2017:  Verlorene Sicherheit
  - 2019:  Evas letzter Gang
- 2014: Nicht mein Tag
- 2015: Tod eines Mädchens
- 2016: Schutzpatron. Ein Kluftingerkrimi
- 2018: Tatort: KI
- 2021: Blood Red Sky
- 2021: Die Ibiza Affäre (Mini-Serie)
- 2023: Tatort: Game Over
- 2023: Eine Billion Dollar (Fernsehserie)

### Regie
- 1998: Interrogator
- 1999: Operation Bluebird
- 2001: Déjà vu
- 2003: Mädchen Nr. 1
- 2006: Meine verrückte türkische Hochzeit